# Tarot marsylski

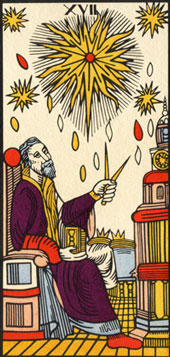
Gwiazda w talii Jacques’a Viéville’a.

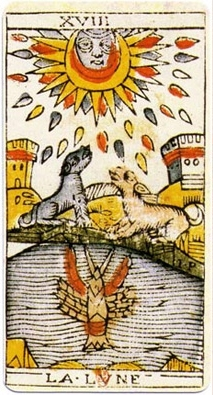
Księżyc z talii Tarota marsylskiego Jeana Dodala (XVIII wiek).

Tarot marsylski (fr. Tarot de Marseille) – jedna z najbardziej popularnych talii tarota, powstały prawdopodobnie w połowie XVII wieku we Francji. Tarot marsylski jest najbardziej standardową talią, wywodzi się z niej większość późniejszych tarotów.

## Historia
Jego nazwa pochodzi prawdopodobnie z XIX wieku, mimo że dotyczy talii znacznie starszych. Określenie Tarot marsylski pojawia się w wydanej w 1889 roku książce Tarot Cyganów: Klucz do nauk okultystycznych (Le Tarot des Bohémiens, clef absolue des sciences occultes) autorstwa znanego francuskiego okultysty, Papusa.
Później określenie to spopularyzował Paul Marteau, gdy w 1930 roku ukazała się jego książka pt. Le Tarot de Marseille.
Uznaje się, że pierwsza talia Tarota marsylskiego została opublikowana w latach 1643-1664 a jej twórcą był paryski producent kart do gry, Jacques Viéville. Składała się z 22 kart Arkanów Wielkich i 56 Arkanów Małych. Zdobyła popularność dzięki żywej kolorystyce i poręcznemu rozmiarowi kart (65x125 mm). Jednak karty zaprojektowane przez Viéville’a różniły się trochę od Tarota marsylskiego jakiego znamy dzisiaj, m.in. poprzez wizerunki niektórych Wielkich Arkanów (szczegóły poniżej). Te różnice zbliżają tarot Viéville’a do Tarota belgijskiego zwanego też flamandzkim. 
W 1664 inny paryski producent, Jean Noblet, wydrukował własną talię Tarota marsylskiego. Jego Wielkie Arkana były już w całości takie, jakie występują we współczesnych taliach. W stosunku do talii J. Viéville’a, w kartach J. Nobleta zastosowano inną numerację Wielkich Arkanów (zamiana miejscem Rydwanu ze Sprawiedliwością oraz Eremity z kartą Siły) oraz w kilku z nich pojawiły się inne alegoryczne wizerunki:
- Słońce: zamiast wizerunku jeźdźca na koniu znalazła się tu para bliźniąt[3];
- Księżyc: zamiast kobiety przędzącej nić, karta przedstawia psa i wilka siedzących pośród kropel deszczu nad brzegiem stawu, w którym kryje się rak[3];
- Gwiazda: zamiast astrologa dzierżącego cyrkiel, karta przedstawia nagą kobietę wylewającą wodę z dwóch dzbanów do rzeki[3];
- Diabeł: diabeł, który u Viéville’a przemierzał świat i przypominał potwora zamieszkanego przez inne demony, u Nobleta przybrał trochę bardziej ludzką postać i stanął na kowadle, do którego zostały przykute dwie postacie[3];
- Wieża: płonąca wieża zamiast płonącego drzewa.

Z mniejszych różnic między Arkanami Wielkimi talii Viéville’a a Nobleta, można wyróżnić np.:
- Wisielca, który u Viéville’a nie był zawieszony do góry nogami[5];
- kartę Świat, gdzie postać zmartwychwstałego Chrystusa utraciła nimb nad głową i nabrała cech androgynicznych[6].

Oprócz tego, wszystkie karty zostały ponumerowane, a karty figuralne dodatkowo opatrzone odpowiednimi tytułami.

## Galeria
| 1 | 2 | 3 | 4 | 5 | 6 | 7 | 8 | 9 | 10 | Walet | Rycerz | Dama | Król |
| - | - | - | - | - | - | - | - | - | -- | ----- | ------ | ---- | ---- |
|   |   |   |   |   |   |   |   |   |    |       |        |      |      |
|   |   |   |   |   |   |   |   |   |    |       |        |      |      |
|   |   |   |   |   |   |   |   |   |    |       |        |      |      |
|   |   |   |   |   |   |   |   |   |    |       |        |      |      |

|         |                |           |           |         |          |                |              |  |
| Głupiec | Żongler, Mag   | Papieżyca | Cesarzowa | Cesarz  | Papież   | Kochankowie    | Powóz        |  |
| •       |                |           |           |         |          |                |              |  |
|         | Sprawiedliwość | Eremita   | Fortuna   | Moc     | Wisielec | Śmierć         | Umiarkowanie |  |
| •       |                |           |           |         |          |                |              |  |
|         | Diabeł         | Wieża     | Gwiazda   | Księżyc | Słońce   | Sąd ostateczny | Świat        |  |